# Elizabeth Baranger
Elizabeth Urey Baranger (de soltera: Gertrude Bessie Urey; Baltimore, 18 de septiembre de 1927-30 de mayo de 2019) fue una física estadounidense. Se desempeñó como administradora académica de la Universidad de Pittsburgh. Su investigación se centró en los cálculos de modelo de capas en física nuclear.

## Biografía

### Primeros años
Nació el 18 de septiembre de 1927 en Baltimore, pero creció en Leonia, Nueva Jersey. Fue hija del químico físico Harold Urey, por lo que conoció a muchos otros físicos del Proyecto Manhattan cuando era niña, incluida a Maria Mayer, quien ganó el Premio Nobel por proponer el modelo de capa de la física nuclear. Fue la mejor estudiante de 1945 de Leonia High School, y estudió matemáticas en Swarthmore College, graduándose en 1949.
Obtuvo un doctorado en física por la Universidad Cornell en 1954. Su tesis doctoral fue supervisada por Hans Bethe. Mientras completaba su tesis, se casó con el físico Michel Baranger, el 26 de septiembre de 1951, y pasó dos años como investigadora visitante en el Instituto de Tecnología de California.

### Carrera
En 1955, junto a su marido resolvieron el problema de los dos cuerpos asumiendo puestos docentes en la Universidad de Pittsburgh y el Instituto Carnegie de Tecnología (más tarde Universidad Carnegie Mellon), respectivamente. En Pittsburgh, fue la segunda mujer miembro de la facultad de física después de Mary Wargo; ascendió en los rangos académicos desde su puesto inicial como instructora hasta profesora titular.
Cuando su marido se mudó al Instituto Tecnológico de Massachusetts en 1969, ella lo siguió allí, renunciando a su puesto docente para convertirse en científica investigadora senior. Se divorciaron en 1973 y ella regresó a la Universidad de Pittsburgh, donde se convirtió en decana asociada de estudios de posgrado en la Facultad de Artes y Ciencias. En 1989, se convirtió en vicerrectora de estudios de posgrado.
Fue nombrada miembro de la Sociedad Estadounidense de Física (APS) en 1972. También fue nombrada miembro de la Asociación Estadounidense para el Avance de la Ciencia en 1985.
Se jubiló en 2004, y falleció el 30 de mayo de 2019.

### Vida personal
Más allá de sus conexiones familiares con la física académica a través de su padre y su exesposo, dos de los tres hijos de Baranger también se convirtieron en científicos académicos: Anne M. Baranger, profesora de química y Decana Asociada de Diversidad, Equidad e Inclusión en la Universidad de California, Berkeley, y Harold U. Baranger, profesor de física en la Universidad de Duke.

## Legado
La Universidad de Pittsburgh tiene dos premios que llevan el nombre de Baranger, el Premio a la Excelencia en Enseñanza Elizabeth Baranger y la Beca Predoctoral Elizabeth U. Baranger.